# Antrocephalus stokesi
Antrocephalus stokesi är en stekelart som först beskrevs av Crawford 1911.  Antrocephalus stokesi ingår i släktet Antrocephalus och familjen bredlårsteklar. Inga underarter finns listade i Catalogue of Life.